# Sigurd Pettersen
Sigurd Ørjan Pettersen, född 28 februari 1980 i Kongsberg i Buskerud fylke, är en norsk tidigare backhoppare. Han representerade Rollag og Veggli Idrettslag.

## Karriär
Världscupen
Sigurd Pettersen debuterade i världscupen i Hakuba i Japan 24 januari 2002, Han blev nummer 25 i sin första världscuptävling. Han var första gången på prispallen i en deltävling i världscupen på hemmaplan i Trondheim 7 december 2002 då han blev nummer två, 0,4 poäng efter Martin Höllwarth från Österrike. Dagen efter tog han sin första delseger i världscupen. Pettersen tävlade åtta säsonger i världscupen och blev som bäst nummer fyra sammanlagt säsongen 2003/2004. Janne Ahonen från Finland vann världscupen totalt före norrmännen Roar Ljøkelsøy, Bjørn Einar Romøren och Sigurd Pettersen. Pettersen har i allt 6 delsegrar i världscupen.
Tysk-österrikiska backhopparveckan
Pettersen tävlade i tysk-österrikiska backhopparveckan från säsongen 2002/2003 då han blev nummer 13 sammanlagt. Redan säsongen efter, 2003/2004, vann han öppningstävlingen i Oberstdorf i Tyskland. Han var 22,5 poäng före Thomas Morgenstern och 26,1 poäng före Martin Höllwarth. Pettersen vann också nyårstävlingen i Garmisch-Partenkirchen i en jämn kamp med Höllwarth. Peter Žonta från Slovenien vann tävlingen i Innsbruck. Pettersen blev nummer fyra. Pettersen vann även avslutningstävlingen i Bischofshofen och hela turneringen sammanlagt. Om man bortser från Espen Bredesens seger 1994 var det 32 år sedan en norrmann hade segrat sammanlagt i backhopparveckan.
Skid-VM
Sigurd Pettersen startade i sitt första Skid-VM i Val di Fiemme i Italien 2003. Han tävlade i stora backen och blev nummer 18 individuellt. I lagtävlingen blev han bronsmedaljör tillsammans med Tommy Ingebrigtsen, Lars Bystøl och Bjørn Einar Romøren. Finland vann före Japan. I skid-VM 2005 i Oberstdorf startade Pettersen i samtliga fyra grenar. I de individuella tävlingarna blev han nummer 14 i normalbacken och nummer 10 i stora backen. I lagtävlingen i normalbacken misslyckades norska laget och blev nummer 12. I stora backen vann norrmännen en bronsmedalj efter Österrike och Finland.
I Skid-VM 2007 i Sapporo i Japan tävlade Pettersen uteslutande i den individuella tävlingen i stora backen. Han blev nummer 27. I lagtävlingen blev Norge silvermedaljörer, utan Sigurd Pettersen i laget. Det blev det sista Skid-VM Pettersen tävlade i.
VM i skidflygning
Pettersen deltog i skidflygnings-VM 2004 i Letalnica i Planica i Slovenien. Han blev nummer 9 i den individuella tävlingen. Lagkamraten Roar Ljøkelsøy vann tävlingen och de andra lagkamraterna, Tommy Ingebrigtsen och Bjørn Einar Romøren blev nummer 5 och 6. Lagtävling i skidflygning arrangerades för första gången i VM 2004. Och Norge, med Pettersen i laget, vann guldet före Finland och Österrike. 
Sigurd Pettersen tävlade i den individuella tävlingen i skidflygnings-VM 2006 i Kulm i Bad Mitterndorf i Österrike. Han blev nummer 31. Roar Ljøkelsøy blev den forsta att försvara VM-titeln i skidflygning. Han vann före tre österrikare, Andreas Widhölzl, Thomas Morgenstern och Martin Koch. I lagtävlingen vann Norge guldet, men utan Pettersen i laget.
Olympiska vinterspelen
Pettersen deltog i olympiska spelen 2006 i Turin i Italien. Han tävlade i de individuella tävlingarna. I normalbacken diskvalificerades han och i stora backen blev han nummer 24. Han var inte med i laget då norska laget vann en bronsmedalj efter Österrike och Finland.
Andra tävlingar
Sigurd Pettersen har i perioden 1997 till 2009 vunntit tre guldmedaljer, fem silvermedaljer och nio bronsmedaljer vid norska mästerskap. Han har tävlat sju säsonger i Sommar-Grand-Prix och blev som bäst nummer 11 sammanlagt säsongen 2003. Han vann en deltävling i Courchevel i Frankrike 14 augusti 2003.

## Övrigt
Efter regeländringarna sommaren 2004, då längden på hoppskidorna räknades ut i förhållande till Body Mass Index, fick Sigurd Pettersen svårt att hävda sig. Han var tvungen att hoppa med kortare skidor än han var van vid och framgångarna uteblev.
Sigurd Pettersen har engagerat sig i lokalpolitiken i Rollags kommun.   